# Chevannes (Aron)
Der Chevannes (auch Ruisseau de Saint-Michel genannt) ist ein Fluss in Frankreich, der im Département Nièvre in der Region Bourgogne-Franche-Comté verläuft. Er entspringt im Regionalen Naturpark Morvan, im Gemeindegebiet von Saint-Honoré-les-Bains, entwässert in einem Bogen von Südwest über West nach Nordwest und mündet nach rund 22 Kilometern im Gemeindegebiet von Montaron als linker Nebenfluss in den Aron.

## Orte am Fluss
(Reihenfolge in Fließrichtung)
- La Queudre, Gemeinde Saint-Honoré-les-Bains
- Le Seu, Gemeinde Saint-Honoré-les-Bains
- Montaron